# Leppe
Die Leppe ist ein 19,4 km langer, orografisch rechter Nebenfluss der Agger im  nordrhein-westfälischen Bergischen Land.

## Name
Der Ort Leppe wurde im 13. Jahrhundert erstmals urkundlich genannt und schon damals mit der heutigen Schreibweise. Der Name leitet sich wohl vom germanischen Wortstamm *lip- mit der Bedeutung „gießen, fließen, nass“ ab.

## Geographie

### Verlauf

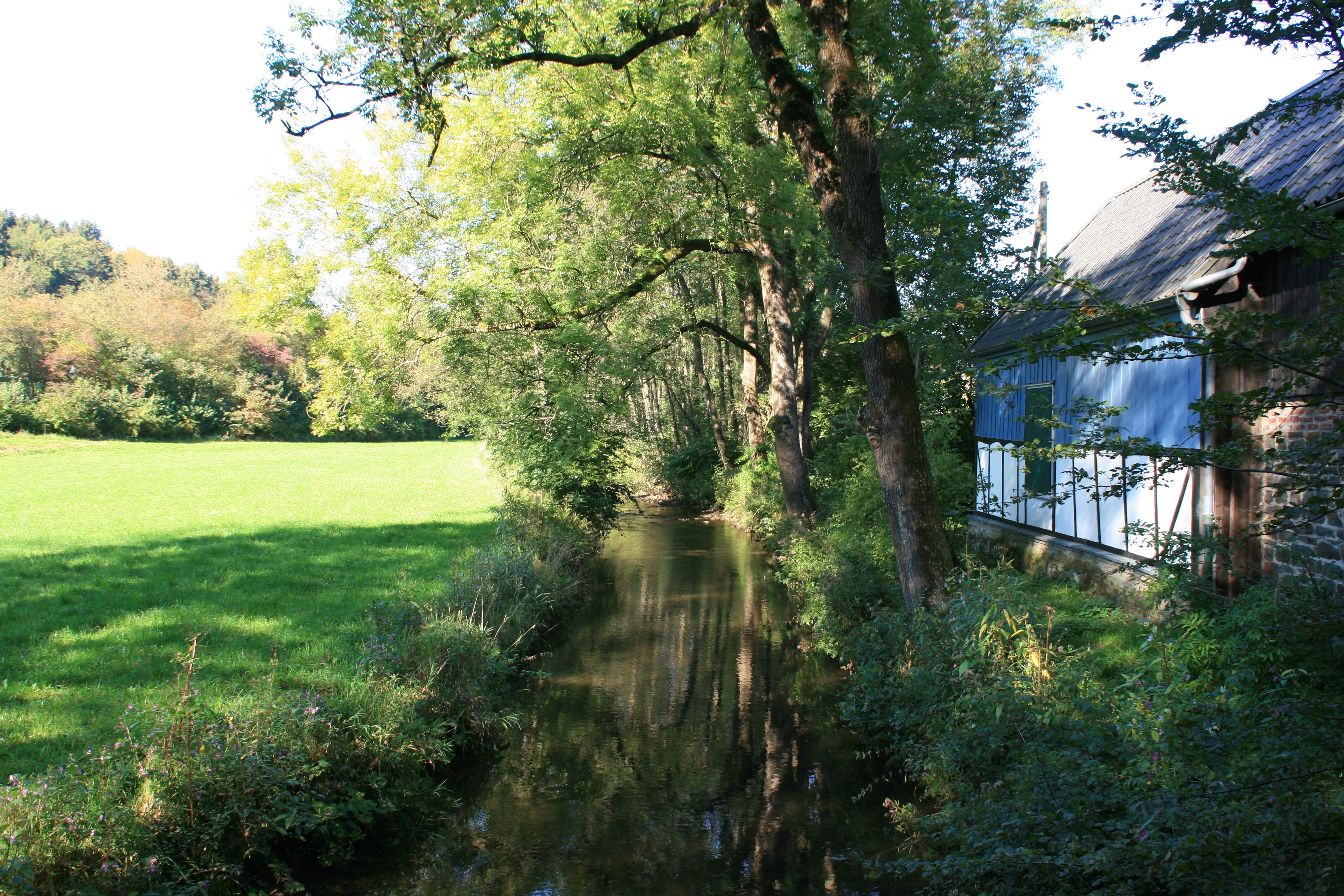
Leppe bei Engelskirchen

Die Quelle der Leppe liegt in der Gemeinde Marienheide, etwa 500 m südwestlich der Ortschaft Stülinghausen auf einer Höhe von 358 m ü. NN. Von hier an fließt sie vorrangig in südwestliche Richtung. Ihr Weg führt sie an Däinghausen, Kotthausen, Himmerkusen, Hüttenermühle, Jedinghagen und Untererlinghagen vorbei.
Ab Kaiserau fließt die Leppe vorrangig nach Süden, kommt an Bickenbach vorbei und mündet nach 19 km bei Engelskirchen auf 122 m ü. NN in die Agger. Auf ihrem Weg von der Quelle zur Mündung überwindet sie 236 Höhenmeter, was einem mittleren Sohlgefälle von 12,4 ‰ entspricht.

### Nebenflüsse
Im Folgenden werden die Nebenflüsse der Leppe genannt. Angegeben wird die orografische Lage, der Ort der Mündung und die Mündungshöhe.
- Mühlenbach (rechts) bei Himmerkusen auf 267 m ü. NN
- Hesselbach (links) bei Hüttenermühle auf 256 m ü. NN
- Gimbach    (rechts) am „Gimborner Dreieck“/Leppestr. (L97) auf 236 m ü. NN
- Scheelbach (rechts) bei Kaiserau auf 191 m ü. NN
- Gelpe (links) vor Papiermühle auf 164 m ü. NN

## Mühlen und Hammerwerke
Im gesamten Leppetal siedelten sich schon im 17. Jahrhundert Hütten- und Hammerwerke an. Um 1800 existierten 25 durch die Wasserkraft der Leppe angetriebene Reck-, Sensen- und Bandhämmer. Die wenigen verbliebenen Betriebe haben sich heute auf die Herstellung und Verarbeitung von Edelstahl spezialisiert.
Es existierten folgende Mühlen und Hammerwerke an der Leppe (nach Nicke, Bergische Mühlen, Wiehl 1998):
1. Bockheims Mühle, Engelskirchen
2. Engelskirchener Hütte
3. Lepperhammer
4. Strengerhammer
5. Papiermühle Blumenau
6. Oelchenshammer (existiert noch, Rheinisches Industriemuseum)
7. Bickenbacher Mühle
8. Bickenbacher Hammer
9. Papiermühle Bickenbach
10. Felsenthalhammer
11. Hammer auf dem Dillstein
12. Kuhlbacher Hammer
13. Kaiserau-Hammer
14. Höver-Hammer
15. Pickardts-Hammer
16. Wahlscheidshammer
17. Stellershammer (existiert noch)
18. Müllershammer Oberleppe (2012 transloziert ins Freilichtmuseum Lindlar)
19. Eibacher Hammer
20. Federnfabrik Ahle
21. Leppetaler Pulvermühle (Thaler Mühle)
22. Nordhellerhammer
23. Walzwerk Nockemann und Klein
24. Hüttenermühle
25. Dürhölzener Schlosserei (Kardangetriebe)
26. Wettemühle

Durch das Leppetal führte von 1897 bis 1958 die Leppetalbahn.